# 河老铁路
河内－老街铁路，是一条连接河内和老街省老街市的米轨铁路，全长296公里。这条铁路始建于越南被法国殖民统治的法属印度支那时代，在1903年动工兴建并于1906年建成通车，也是连接中国昆明市和越南海防市的滇越铁路的其中一个部分。河老铁路的河内至安园段与河同铁路共线，并在国境车站老街站经中越河口铁路大桥，与中国境内的昆河铁路河口站连接。
河老铁路是越南铁路系统当中线路状况最差的铁路干线之一，而且由于地势原因全线296公里之中约111公里是曲线区段。2008年初，越南交通运输部决定在五年时间内（2008年—2012年）对河老铁路进行改造，该项目的总投资额约为1.6亿美元，其中1.39亿美元为ODA优惠贷款，其余2100万美元为越南政府配套资金。改造工程的重点包括升级改造71个大型桥梁、车站、货场，加固路基及改善曲线区段等。

## 参看
- 越南铁路运输
- 越南交通